# Bundespräsidentenwahl in Österreich 1992
Zur Bundespräsidentenwahl in Österreich 1992, der neunten Volkswahl eines österreichischen Staatsoberhaupts, kam es am 26. April 1992. Der bisherige Amtsinhaber, Kurt Waldheim, hatte keine zweite Amtsperiode angestrebt, obwohl die Verfassung dies erlaubt hätte. 
Kein Kandidat konnte im ersten Wahlgang die erforderliche absolute Mehrheit erreichen. Den ersten Platz belegte Rudolf Streicher (SPÖ) vor Thomas Klestil (ÖVP). Die Stichwahl am 24. Mai 1992 konnte Klestil für sich entscheiden.

## Ausgangslage
Der bisherige Bundespräsident Kurt Waldheim wollte nicht neuerlich zu einer Wahl antreten, obwohl er erst eine Amtsperiode hinter sich hatte. Um seine Nachfolge bewarben sich der frühere Botschafter Österreichs in den Vereinigten Staaten Thomas Klestil, offiziell unabhängig, jedoch von der ÖVP unterstützt, Rudolf Streicher von der SPÖ, Heide Schmidt von der FPÖ und Robert Jungk von den Grünen.

## Ergebnis
| Kandidaten                            | Parteien                               | 1. Wahlgang | 1. Wahlgang | 2. Wahlgang | 2. Wahlgang |
| Kandidaten                            | Parteien                               | Stimmen     | %           | Stimmen     | %           |
| ------------------------------------- | -------------------------------------- | ----------- | ----------- | ----------- | ----------- |
| Thomas Klestil                        | Österreichische Volkspartei            | 1.728.234   | 37,2        | 2.528.006   | 56,9        |
| Rudolf Streicher                      | Sozialdemokratische Partei Österreichs | 1.888.599   | 40,7        | 1.915.380   | 43,1        |
| Heide Schmidt                         | Freiheitliche Partei Österreichs       | 761.390     | 16,4        |             |             |
| Robert Jungk                          | Die Grünen – Die Grüne Alternative     | 266.954     | 5,7         |             |             |
| Gesamt                                | Gesamt                                 | 4.645.177   | 100         | 4.443.386   | 100         |
|                                       |                                        |             |             |             |             |
| Ungültige Stimmen                     | Ungültige Stimmen                      | 143.717     | 3,0         | 149.546     | 3,3         |
| Wähler                                | Wähler                                 | 4.788.894   | 84,4        | 4.592.932   | 80,9        |
| Wahlberechtigte                       | Wahlberechtigte                        | 5.676.903   |             | 5.676.903   |             |
|                                       |                                        |             |             |             |             |
| Quelle: Bundesministerium für Inneres |                                        |             |             |             |             |

## Angelobung
Thomas Klestil wurde am 8. Juli 1992 vor der Bundesversammlung angelobt. 